# Jhojan Julio
Jhojan Esmaides Julio Palacios (Quito, Ecuador; 11 de febrero de 1998) es un futbolista ecuatoriano. Juega de centrocampista y su equipo actual es el Querétaro Fútbol Club de la Primera División de México.

## Trayectoria

### Liga Deportiva Universitaria
Llegó a la institución quiteña a los 12 años de edad, ahí hizo todas las divisiones formativas y jugó en todos los torneos juveniles organizados por la FEF. El 9 de julio de 2016 hizo su debut profesional contra Guayaquil City bajo el mando del uruguayo Álvaro Gutiérrez, en el empate 2 a 2, entró al cambio en el minuto 60 por Luis Bolaños.
Anotó su primer gol el 22 de octubre de 2017, en la victoria 5 a 2 contra Delfín Sporting Club. El 11 de abril de 2018 debutó en competiciones internacionales, en el juego de Copa Sudamericana contra Guabirá (victoria 2 a 1).
Renovó contrato con Liga Deportiva Universitaria hasta el año 2024, dejó la institución tras finalizar su contrato en diciembre.

### Santos
El 30 de marzo de 2022 se confirmó su cesión al Santos Fútbol Club de Brasil, hasta mayo de 2023 con opción a compra. Sin embargo el club brasileño finalizó anticipadamente la cesión y el jugador regresó a Liga.

### Tijuana
El 9 de enero de 2025 fue anunciado por el Xolos de Tijuana, equipo de la Primera División de México, llegó en condición de jugador libre. El 18 de julio de 2025 se anunció su cesión por una temporada al Querétaro Fútbol Club, también de la Primera División.

## Selección nacional
Ha sido internacional con la selección de fútbol de Ecuador. El 21 de marzo de 2019 debutó en un amistoso contra Estados Unidos en la que su selección perdió por 0-1 en Orlando.

### Participaciones en eliminatorias
| Eliminatorias      | Sede            | Resultado   | Partidos | Goles |
| ------------------ | --------------- | ----------- | -------- | ----- |
| Eliminatorias 2022 | América del Sur | Clasificado | 1        | 0     |
| Eliminatorias 2026 | América del Sur | Clasificado | 4        | 0     |

### Partidos internacionales
Actualizado al último partido disputado el 21 de noviembre de 2023.
| \| N.° \| Fecha \| Ciudad \| Rival \| Resultado \| Resultado \| Competencia \| \| --- \| ------------------------ \| -------- \| -------------- \| --------- \| --------- \| ----------------------------------- \| \| 1. \| 21 de marzo de 2019 \| Orlando \| Estados Unidos \| 0-1 \| Derrota \| Amistoso \| \| 2. \| 26 de marzo de 2019 \| Harrison \| Honduras \| 0-0 \| Empate \| Amistoso \| \| 3. \| 10 de septiembre de 2019 \| Cuenca \| Bolivia \| 3-0 \| Victoria \| Amistoso \| \| 4. \| 12 de noviembre de 2020 \| La Paz \| Bolivia \| 3-2 \| Victoria \| Eliminatorias al Mundial Catar 2022 \| \| 5. \| 4 de diciembre de 2021 \| Houston \| El Salvador \| 1-1 \| Empate \| Amistoso \| \| 6. \| 12 de septiembre de 2023 \| Quito \| Uruguay \| 2-1 \| Victoria \| Eliminatorias al Mundial 2026 \| \| 7. \| 17 de octubre de 2023 \| Quito \| Colombia \| 0-0 \| Empate \| Eliminatorias al Mundial 2026 \| \| 8. \| 16 de noviembre de 2023 \| Maturín \| Venezuela \| 0-0 \| Empate \| Eliminatorias al Mundial 2026 \| \| 9. \| 21 de noviembre de 2023 \| Quito \| Chile \| 1-0 \| Victoria \| Eliminatorias al Mundial 2026 \| |                          |          |                |           |           |                                     |
| N.° | Fecha                    | Ciudad   | Rival          | Resultado | Resultado | Competencia                         |
| 1. | 21 de marzo de 2019      | Orlando  | Estados Unidos | 0-1       | Derrota   | Amistoso                            |
| 2. | 26 de marzo de 2019      | Harrison | Honduras       | 0-0       | Empate    | Amistoso                            |
| 3. | 10 de septiembre de 2019 | Cuenca   | Bolivia        | 3-0       | Victoria  | Amistoso                            |
| 4. | 12 de noviembre de 2020  | La Paz   | Bolivia        | 3-2       | Victoria  | Eliminatorias al Mundial Catar 2022 |
| 5. | 4 de diciembre de 2021   | Houston  | El Salvador    | 1-1       | Empate    | Amistoso                            |
| 6. | 12 de septiembre de 2023 | Quito    | Uruguay        | 2-1       | Victoria  | Eliminatorias al Mundial 2026       |
| 7. | 17 de octubre de 2023    | Quito    | Colombia       | 0-0       | Empate    | Eliminatorias al Mundial 2026       |
| 8. | 16 de noviembre de 2023  | Maturín  | Venezuela      | 0-0       | Empate    | Eliminatorias al Mundial 2026       |
| 9. | 21 de noviembre de 2023  | Quito    | Chile          | 1-0       | Victoria  | Eliminatorias al Mundial 2026       |

## Estadísticas

### Clubes
Actualizado al último partido disputado el 17 de agosto de 2025.
| Club                                   | Div.          | Temporada     | Liga  | Liga  | Copas nacionales | Copas nacionales | Copas internacionales | Copas internacionales | Total | Total | Total  |
| Club                                   | Div.          | Temporada     | Part. | Goles | Part.            | Goles            | Part.                 | Goles                 | Part. | Goles | Asist. |
| -------------------------------------- | ------------- | ------------- | ----- | ----- | ---------------- | ---------------- | --------------------- | --------------------- | ----- | ----- | ------ |
| Liga Deportiva Universitaria · Ecuador | 1.ª           | 2015          | 0     | 0     | —                | —                | —                     | —                     | 0     | 0     | 0      |
| Liga Deportiva Universitaria · Ecuador | 1.ª           | 2016          | 8     | 0     | —                | —                | —                     | —                     | 8     | 0     | 0      |
| Liga Deportiva Universitaria · Ecuador | 1.ª           | 2017          | 22    | 3     | 2                | 0                | 0                     | 0                     | 24    | 3     | 5      |
| Liga Deportiva Universitaria · Ecuador | 1.ª           | 2018          | 44    | 6     | —                | —                | 6                     | 1                     | 50    | 7     | 10     |
| Liga Deportiva Universitaria · Ecuador | 1.ª           | 2019          | 17    | 2     | 1                | 0                | 6                     | 2                     | 24    | 4     | 4      |
| Liga Deportiva Universitaria · Ecuador | 1.ª           | 2020          | 6     | 3     | 0                | 0                | 6                     | 0                     | 12    | 3     | 3      |
| Liga Deportiva Universitaria · Ecuador | 1.ª           | 2021          | 24    | 3     | 2                | 0                | 7                     | 2                     | 33    | 5     | 8      |
| Liga Deportiva Universitaria · Ecuador | 1.ª           | 2022          | 5     | 0     | 0                | 0                | 1                     | 0                     | 6     | 0     | 0      |
| Santos F. C. · Brasil                  | 1.ª           | 2022          | 14    | 0     | 3                | 0                | 4                     | 1                     | 21    | 1     | 2      |
| Santos F. C. · Brasil                  | Total club    | Total club    | 14    | 0     | 3                | 0                | 4                     | 1                     | 21    | 1     | 2      |
| Liga Deportiva Universitaria · Ecuador | 1.ª           | 2023          | 27    | 4     | 0                | 0                | 12                    | 3                     | 39    | 7     | 6      |
| Liga Deportiva Universitaria · Ecuador | 1.ª           | 2024          | 17    | 1     | 2                | 0                | 10                    | 1                     | 29    | 2     | 7      |
| Liga Deportiva Universitaria · Ecuador | Total club    | Total club    | 170   | 22    | 7                | 0                | 48                    | 9                     | 225   | 31    | 43     |
| Club Tijuana · México                  | 1.ª           | 2024-25       | 8     | 1     | —                | —                | —                     | —                     | 8     | 1     | 1      |
| Club Tijuana · México                  | Total club    | Total club    | 8     | 1     | 0                | 0                | 0                     | 0                     | 8     | 1     | 1      |
| Querétaro F. C. · México               | 1.ª           | 2025-26       | 4     | 0     | —                | —                | 3                     | 1                     | 7     | 1     | 0      |
| Querétaro F. C. · México               | Total club    | Total club    | 4     | 0     | 0                | 0                | 3                     | 1                     | 7     | 1     | 0      |
| Total carrera                          | Total carrera | Total carrera | 196   | 23    | 10               | 0                | 55                    | 11                    | 261   | 34    | 46     |
| 1. 2.                                  |               |               |       |       |                  |                  |                       |                       |       |       |        |

## Palmarés

### Campeonatos nacionales
| Título               | Club                         | Año  |
| -------------------- | ---------------------------- | ---- |
| Serie A de Ecuador   | Liga Deportiva Universitaria | 2018 |
| Copa Ecuador         | Liga Deportiva Universitaria | 2019 |
| Supercopa de Ecuador | Liga Deportiva Universitaria | 2020 |
| Supercopa de Ecuador | Liga Deportiva Universitaria | 2021 |
| Serie A de Ecuador   | Liga Deportiva Universitaria | 2023 |
| Serie A de Ecuador   | Liga Deportiva Universitaria | 2024 |

### Campeonatos internacionales
| Título            | Club                         | Año  |
| ----------------- | ---------------------------- | ---- |
| Copa Sudamericana | Liga Deportiva Universitaria | 2023 |

### Distinciones individuales
| Distinción                       | Año  |
| -------------------------------- | ---- |
| Once ideal de la LigaPro Serie A | 2023 |

## Vida privada
Es hermano de los también futbolistas Anderson Julio y Madison Julio.